# Termunterzijl
Termunterzijl – wieś w Holandii, w prowincji Groningen, w gminie Delfzijl.